# Dumești, Iași
Dumesti là một xã thuộc hạt Iași, România. Dân số thời điểm năm 2002 là 4727 người.